# Biscotto di Castellammare
Il biscotto di Castellammare è un prodotto tipico campano, in particolare della zona di Castellammare di Stabia, dove è stato creato nel 1848 dai fratelli Giovanni e Francesco Riccardi, e dove si continua a produrre. Creati con farina, zucchero, pasta lievitata, vanillina, acqua e burro, hanno una tipica forma allungata. Bisogna precisare che esistono diverse ricette per la creazione di questa specialità, anche perché colei che rese famoso questo biscotto, alla sua morte non rivelò a nessuno la ricetta.
Oggi si trovano già confezionati e vengono venduti soprattutto d'estate sulle strade del litorale campano, insieme ai tarallini ricoperti di zucchero, altra specialità tipica stabiese.